# مارتین بی-۵۷ کانبرا
مارتین بی-۵۷ کانبرا (به انگلیسی: Martin B-57 Canberra) یک هواگرد ساختِ کارخانهٔ گلن ال. مارتین کمپانی در کشور ایالات متحده آمریکا است. نخستین استفاده‌کنندهٔ این هواگرد نیروی هوایی ایالات متحده آمریکا بوده‌است. این هواگرد برای نخستین بار در ۲۰ ژوئیه ۱۹۵۳ میلادی مورد استفاده قرار گرفت.